# Гришкова Раїса Олександрівна
Гришкова Раїса Олександрівна — доктор педагогічних наук, професор, відмінник освіти України, завідувачка кафедрою англійської мови у Чорноморському національному університеті імені Петра Могили.

## Біографія
Завідує кафедрою англійської мови в Чорноморському національному університеті імені Петра Могили від дня її створення. Першою в історії Миколаївського державного гуманітарного університету (МДГУ) ім. П. Могили (тепер Чорноморський національний університет імені Петра Могили) в січні 2001 pоку захистила кандидатську дисертацію.
У 2001 році захистила кандидатську дисертацію " Педагогічні умови реалізації особистісно орієнтованого навчання іноземної мови студентів нефілологічних спеціальностей вищих закладів освіти" у Національному педагогічному університету імені М. П. Драгоманова (Київ) та отримала ступінь кандидата педагогічних наук зі спеціальності Теорія і методика професійної освіти.
У 2003 році отримала вчене звання доцента, в 2010 році — вчене звання професора.
У 2007 році отримала ступінь доктора педагогічних наук зі спеціальності 13.00.04 — Теорія і методика професійної освіти, захистивши дисертацію за темою "Педагогічні засади формування іншомовної соціокультурної компетенції студентів нефілологічних спеціальностей у процесі фахової підготовки" в Інституті вищої освіти (Київ). В дисертації, присвяченій актуальній проблемі формування іншовної соціокультурної компетенції студентів нефілологічних спеціальностей у процесі фахової підготовки у вищому навчальному закладі, визначено педагогічні засади формування іншомовної соціокультурної компетенції, створено систему реалізації сформованих автором засад у навчально-виховному процесі, розроблено компаративну технологію формування соціокультурної компетенції з іноземної мови у взаємозв'язку з фаховою підготовкою студентів-нефілологів. Цій проблематиці присвячено низку статей дослідниці.
Головний редактор науково-методичного часопису «Вересень».
Автор більше 150 наукових публікацій, кількох навчальних посібників та монографії.
Гришкова P.O. пройшла стажування в університетах Оксфорд та Кембрідж (за сприяння Британської Ради в Україні); за програмою «Громадські зв'язки» навчалась в університеті Дж. Саймонса в Філадельфії (США).
Брала участь у міжнародних конференціях в Австрії, Німеччині, Італії, Греції.

## Наукові інтереси
Гришкова Р.О. займається іншомовною підготовкою студентів нефілологічних спеціальностей до міжкультурної взаємодії. За роки існування кафедри під орудою Р. О. Гришковою викладачі працювали над такими проблемними темами, як «Особистісно орієнтоване навчання англійської мови студентів нефілологічних спеціальностей». Розробка теми «Іншомовна підготовка студентів нефілологічних спеціальностей до міжкультурної взаємодії» завершилася захистом двох кандидатських дисертацій.

## Вибрані праці[3]
- Гришкова Р. О. Формування іншомовної соціокультурної компетенції студентів нефілологічних спеціальностей: Монографія. — Миколаїв: Вид-во МДГУ ім. Петра Могили, 2007. — 424 с.
- Гришкова Р. О. технологія як засіб формування іншомовної соціокультурної компетенції студентів нефілологічних спеціальностей // Вища освіта України, 2008. — 2008. — № 3. — С. 56-61.
- Гришкова Р. О., Онкович Г. В. Використання засобів масової інформації у формуванні іншомовної соціокультурної компетенції студентів нефілологічних спеціальностей // Вересень. 2006. № 3–4 (36–37). С. 35–41.
- Гришкова Р. О. Англомовна підготовка студентів нефілологічних спеціальностей до міжкультурної взаємодії / Р. О. Гришкова // Наукові праці [Чорноморського державного університету імені Петра Могили]. Сер. : Педагогіка. — 2009. — Т. 108, Вип. 95. — С. 129—134. — Режим доступу: http://nbuv.gov.ua/UJRN/Npchduped_2009_108_95_26.
- Гришкова Р. О. Імплементація європейських освітніх стандартів у навчання англійської мови студентів нефілологічних спеціальностей / Р. О. Гришкова // Наукові праці [Чорноморського державного університету імені Петра Могили комплексу «Києво-Могилянська академія»]. Сер. : Педагогіка. — 2010. — Т. 136, Вип. 123. — С. 114—118. — Режим доступу: http://nbuv.gov.ua/UJRN/Npchduped_2010_136_123_20.
- Гришкова Р. О. Реалізація оновленого змісту англомовної підготовки студентів нефілологічних спеціальностей в умовах сьогодення / Р. О. Гришкова // Наукові праці [Чорноморського державного університету імені Петра Могили комплексу «Києво-Могилянська академія»]. Сер. : Педагогіка. — 2010. — Т. 123, Вип. 110. — С. 94-98. — Режим доступу: http://nbuv.gov.ua/UJRN/Npchduped_2010_123_110_18.
- Гришкова Р. Трансформація вищої освіти України з позицій «Нової української школи» / Р. Гришкова // Педагогічні науки: теорія, історія, інноваційні технології. — 2017. — № 3. — С. 15-26. — Режим доступу: http://nbuv.gov.ua/UJRN/pednauk_2017_3_4.
- Гришкова Р. О. Європейський вимір якості вітчизняної освіти / Р. О. Гришкова // Наукові праці [Чорноморського державного університету імені Петра Могили комплексу «Києво-Могилянська академія»]. Сер. : Педагогіка. — 2013. — Т. 215, Вип. 203. — С. 7-10. — Режим доступу: http://nbuv.gov.ua/UJRN/Npchduped_2013_215_203_3.
- Гришкова Р. О. Медіаосвіта як чинник модернізації вітчизняної вищої школи / Р. О. Гришкова // Наукові праці [Чорноморського державного університету імені Петра Могили комплексу «Києво-Могилянська академія»]. Сер. : Педагогіка. — 2012. — Т. 188, Вип. 176. — С. 63-68. — Режим доступу: http://nbuv.gov.ua/UJRN/Npchduped_2012_188_176_16